# Dzwonek (kolor w kartach)

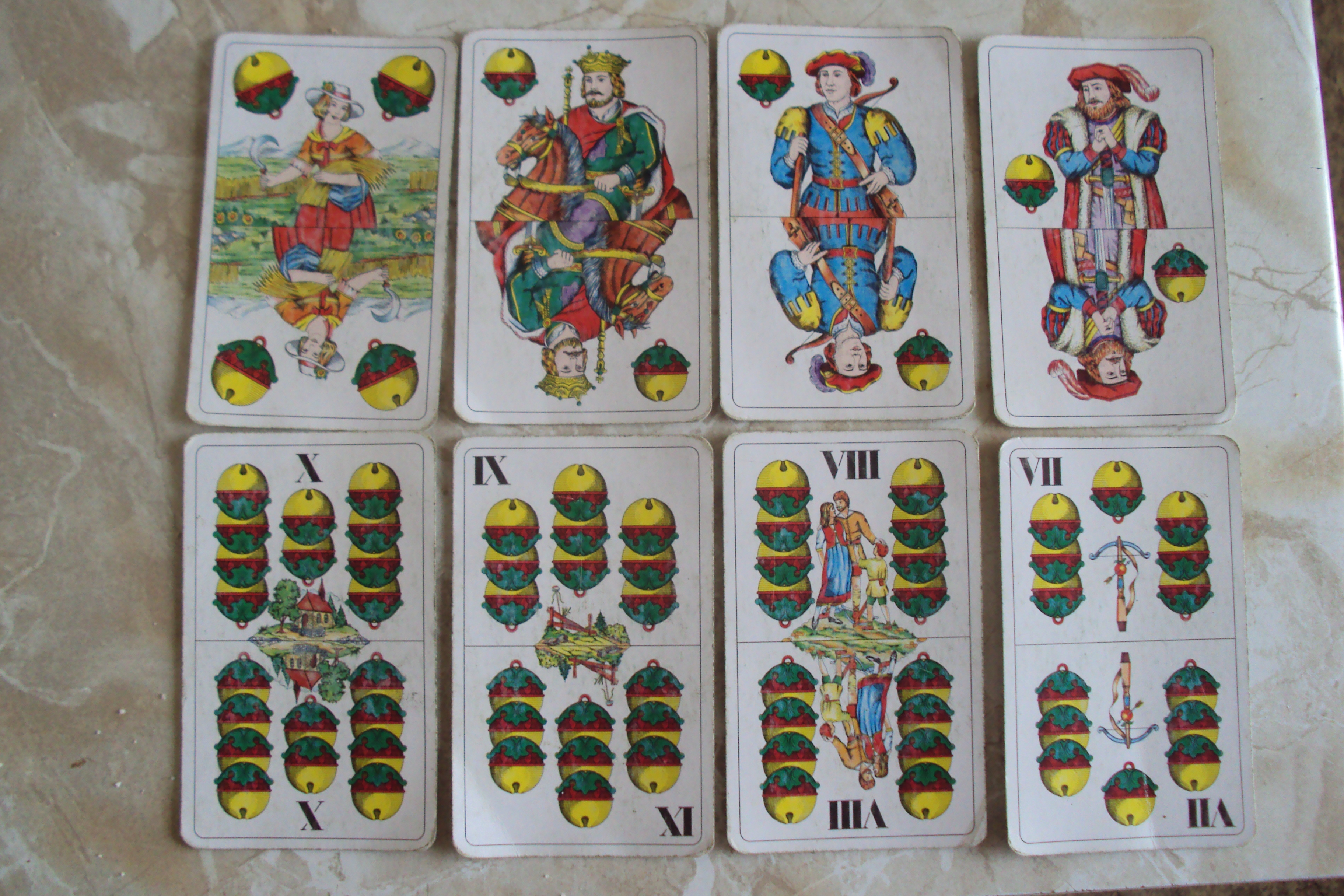
Dzwonki w talii "Cztery Pory Roku"

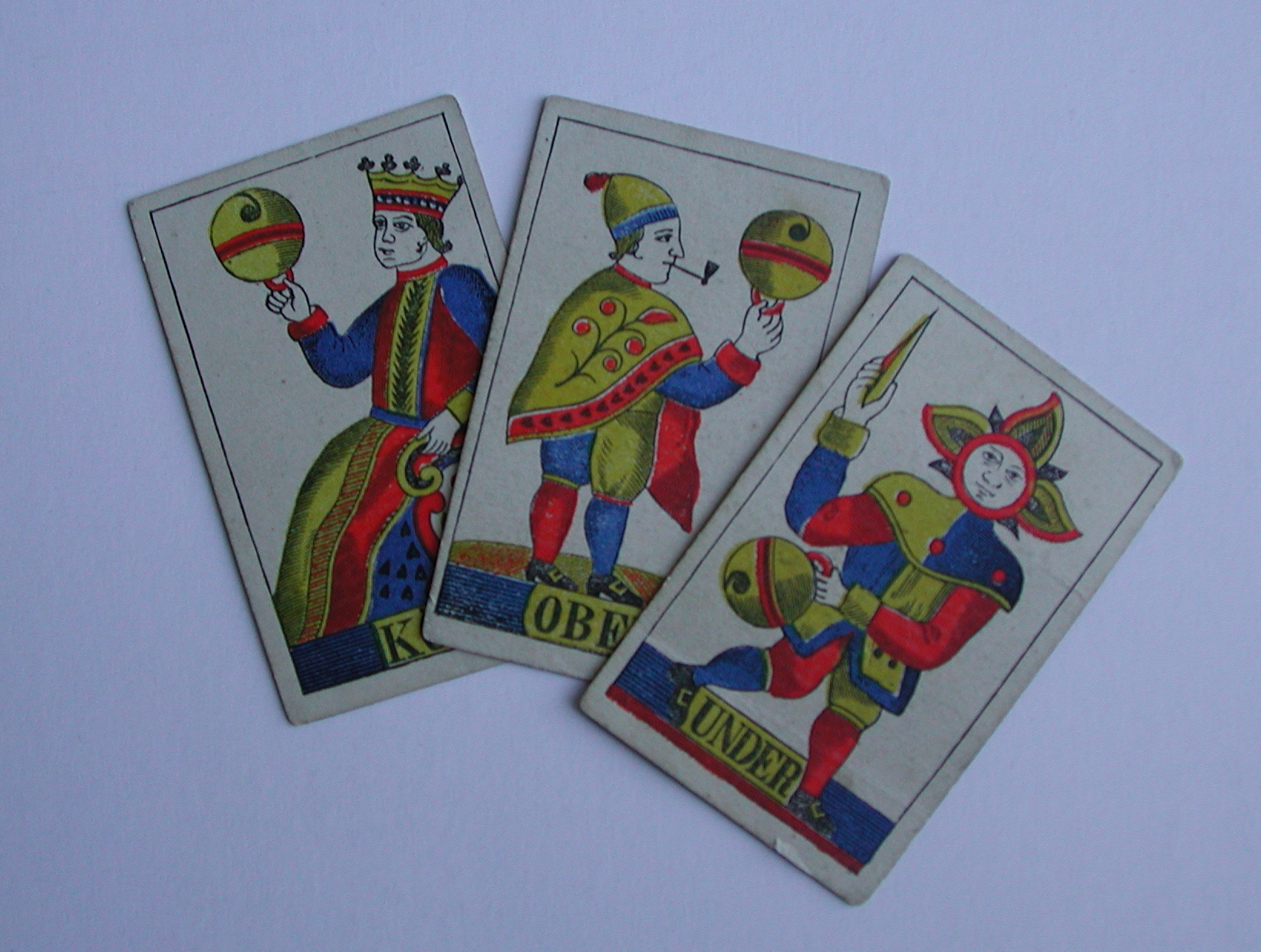
Dzwonki w talii o wzorze szwajcarskim

 Dzwonek, szel (niem. Schelle) – jeden z czterech kolorów w kartach wzoru niemieckiego i szwajcarskiego, którego odpowiednikiem w kartach francuskich jest karo.